# 김한선
김한선(1939년 1월 5일~)은 대한민국의 정치인이다. 제11대 국회의원을 지냈다.

## 역대 선거 결과
|  | 13.3% |

|  | 12.04% |

|  | 4.67% |

| 전임 권영백 | 제14대 자유민주연합 사무총장 2005년 5월 26일~2006년 4월 7일 | 후임 (해산) |